# Helianthemum penyagolosense
Helianthemum penyagolosense är en solvändeväxtart som beskrevs av Pérez Dacosta, Mateo och J.M.Aparicio. Helianthemum penyagolosense ingår i släktet solvändor, och familjen solvändeväxter. Inga underarter finns listade i Catalogue of Life.